# Johann Gottlieb Walter
Johann Gottlieb Walter (ur. 1734, zm. 1818) – niemiecki anatom. Studiował medycynę w Królewcu i Berlinie, m.in. u Lieberkühna. W 1760 roku został profesorem nadzwyczajnym anatomii w Berlinie, po śmierci Meckela w 1774 roku objął katedrę anatomii jako profesor zwyczajny.
Na jego cześć gałązka splotu trzewnego dochodząca do splotu nerkowego nazywana jest nerwem Waltera.

## Prace
- Manuel de myologie, Berlin, 1777
- Traité des os secs du corps humain, 1798